# Hipotonie musculară
Hipotonia musculară reprezintă diminuarea tonusului muscular, fiind responsabilă de o slăbire a mușchilor.